# CD93
CD93 — мембранный белок из группы гликопротеиновых рецепторов с лектином типа С. В группу также входят CD248 и тромбомодулин. Продукт гена CD93. Играет роль в межклеточной адгезии и иммунной системе.

## Семейство белков
CD93 входит в группу XIV лектинов типа С вместе с эндосиалином (CD248), CLEC14A и тромбомодулином. Все белки группы имеют лектин типа С, несколько EGF-подобных доменов, сильногликозилированный муцино-подобный домен, уникальный трансмембранный домен и короткий внутриклеточный участок. Вследствие высокой гомологии и близкого расположения на хромосоме 20 считается, что CD93 произошёл от гена тромбомодулина в результате дупликации гена последнего.

## Экспрессия
CD93 первоначально был описан у мыши как ранной маркер B-лимфоцитов. Впоследствии было показано, что белок экспрессирован на ранних стадиях у гемоцитобластов, которые дают начало большому спектру клеток крови. Сейчас известно, что белок экспрессирован на тромбоцитах, моноцитах, клетках микроглии и на эндотелиальных клетках. В клетках иммунной системы CD93 присутствует на нейтрофилах, активированных макрофагах, предшественниках B-клеток до стадии T2 в селезёнке, подтипе дендритных клеток и на естественных киллерах. Молекулярный анализ показал, что CD93 идентичен с т. н. белком C1qRp, который был идентифицирован как рецептор компонента комплимента C1q. C1q принадлежит к белкам активации комплимента и играет ключевую роль в классическом пути активации системы комплемента, который приводит к образованию мембраноатакующего комплекса. C1q также участвует в иммунологических процессах, включая фагоцитоз бактерий, уборка апоптозных клеток и нейтрализация вирусов. Антитела к C1qRp значительно снижали C1q-опосредованный фагоцитоз. Было показано, что CD93 вновь может экспрессироваться на поздних этапах дифференцировки B-клеток и, таким образом, может использоваться как маркер зрелости плазматических клеток.
CD93 дифференциированно экспрессируется в сосудах глиомы IV степени по сравнению с глиомой I степени или нормальным мозгом, причём высокая экспрессия белка коррелирует с высокой смертностью больных.

## Функции
Ранее считалось, что CD93 является рецептором к компоненту комплимента C1q. Сейчас белок рассматривается как играющий роль в межклеточной адгезии и уборке апоптозных клеток. Внутриклеточный фрагмент белка содержит два консервативных домена. Заряженный примембранный домен CD93 взаимодействует с моэзином, который играет роль в связывании мембранных белков с цитоскелетом и в перестройке цитоскелета. Этот процесс является важным в клеточной адгезии, миграции и в фагоцитозе.
В контексте поздней дифференцировки B-лимфоцитов CD93 играет важную роль в обеспечении высокого титра антител после иммунизации и долговременного выживания плазматических клеток в костном мозге. При отсутствии этого белка у мышей у них обнаруживается низкая концентрация антител после иммунизации и низкое количество антиген-специфических плазматических клеток в костном мозге.
В эндотелиальных клетках CD93 вовлечён в процессы межклеточной адгезии, распространения, миграции и клеточной полайризации, а также тубулярного морфогенеза. CD93 также способен контролировать клеточную динамику за счёт взаимодействия с белком внеклеточного матрикса MMRN2. Отсутствие на эндотелиальных клетках CD93 или MMRN2 приводит к нарушению фибриллогенеза белка внеклеточного матрикса фибронектина и пониженной активации интегрина бета-1.
Наконец, CD93 играет важную роль в развитии глиомы. Экспериментально показано, что у мышей без этого белка глиома характеризуется меньшим размером опухоли, а выживаемость животных повышается.